# Sulla filosofia delle università

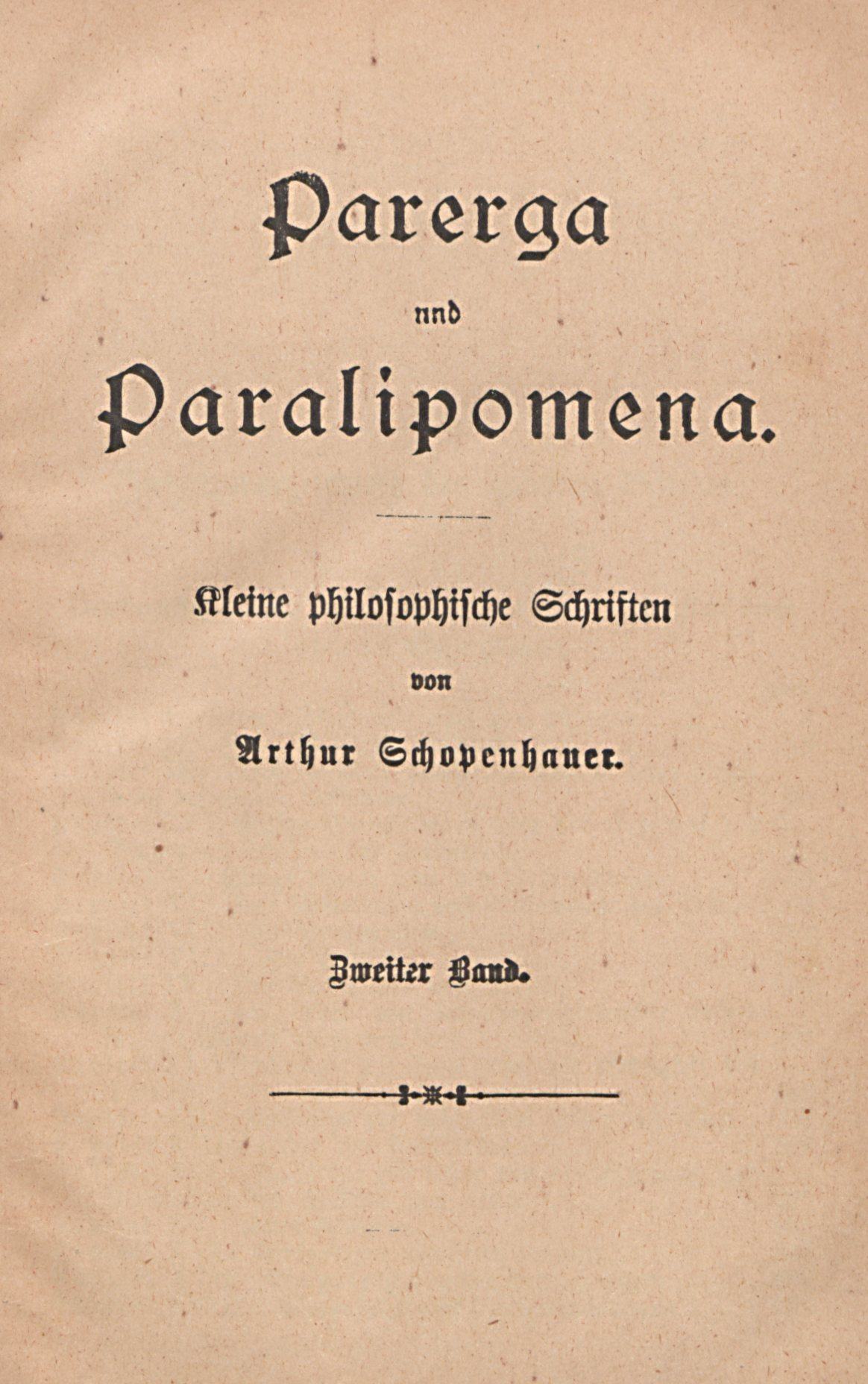

Sulla filosofia delle università (Über die Universitäts-Philosophie) è un breve pamphlet di Arthur Schopenhauer contenuto nell’opera Parerga e Paralipomena, una raccolta di brevi saggi pubblicata, dopo numerosi rifiuti di diversi editori, presso il libraio-editore A. W. Hayn nel novembre 1851 a Berlino.
Nel breve saggio, Schopenhauer si scaglia contro i filosofi, in modo particolare Hegel, i quali più che essere al servizio della libera ricerca sono eterodiretti da interessi prosaici quali il successo e il potere. La filosofia in quanto istituzione perde la sua libertà e si pone al servizio di interessi più alti come lo Stato e la Chiesa.

Schopenhauer è critico nei confronti dell’insegnamento della filosofia nelle università. Nel 1829 nei suoi Adversaria scriveva:

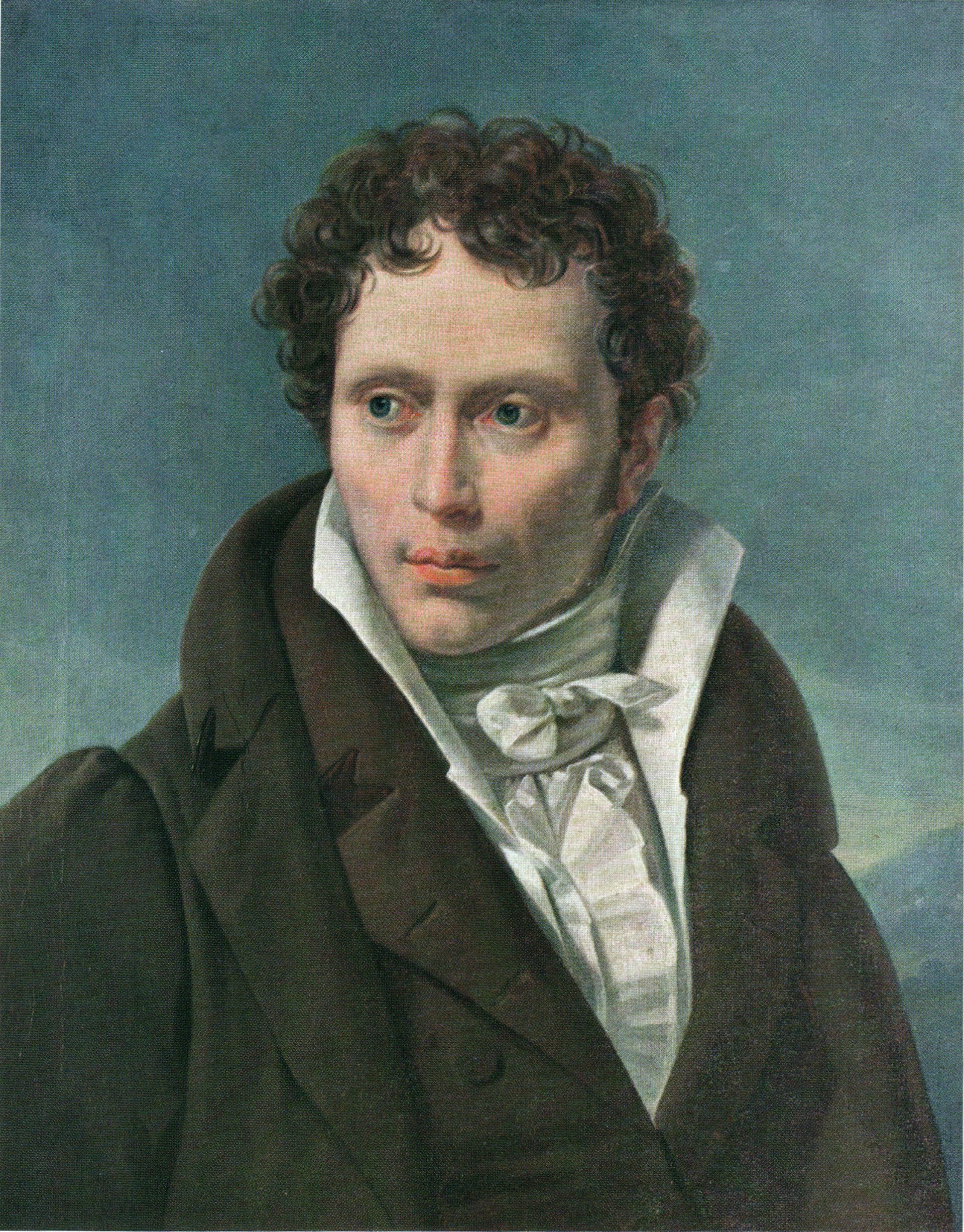
Arthur Schopenhauer Portrait by Ludwig Sigismund Ruhl 1815

 Per la filosofia non ci potrebbe essere niente di meglio che l’abolizione di tutte le cattedre. Con ciò si eviterebbe il peggiore degli inconvenienti, e cioè quelli che cercano la verità collidano con quelli che cercano solo un tozzo di pane, la cui politica e i cui intrighi non potrebbero mai aiutare la filosofia, ma solo danneggiarla in più modi. La filosofia è per teste eccezionali. Solo il vero genio può promuoverla: l’uomo dozzinale la rovina, non appena vi aggiunge una sola parola di suo.

## Contenuto dell'opera

### I limiti della filosofia come professione
Sin dalle prime righe del suo breve saggio Schopenhauer evidenzia la contrapposizione tra la filosofia come professione e la filosofia come libera ricerca. I "filosofi da università" sono condizionati dal governo e dalla religione di Stato in quanto, quest'ultimo, non permetterebbe uno scostamento dal conformismo politico, culturale e religioso. Nonostante tali restrizioni e condizionamenti "i filosofi da università rimangono di buon umore, perché la loro vera e propria serietà sta nel procurarsi onorevolmente un'onesta entrata per sé, la moglie e i figli, e nel godere inoltre di una certa considerazione presso la gente". Ad eccezione di Kant, rientrano in questa categoria filosofi come Fichte, Schelling e, soprattutto, Hegel i quali vengono aspramente criticati nel loro tentativo di scambiare la filosofia non "con ciò che è possibile sapere" ma con ciò che si "può" e si "deve" credere, legandola indissolubilmente all'autorità e alla religione di stato "come il cane è incatenato al muro". I filosofi "di professione" vivono in un "ovile filosofico" incapaci di libera ricerca e di confronto costruttivo con altre speculazioni filosofiche. Un altro ostacolo alla ricerca più autentica è la necessità per filosofi cattedratici di fare continuamente sfoggio delle loro erudizione, all'effetto che questa può avere sugli interlocutori e sugli studenti, ad ottenere l'approvazione dei superiori. Spesso per diffondere la loro visione del mondo si questi si uniscono in circoli e pubblicano su riviste le loro opere, divulgandole come degne di valore

### La polemica anti-hegeliana
Schopenhauer, per definire il pensiero hegeliano, usa spesso espressioni colorite come "pagliacciata filosofica", "chiacchierata vuota e assurda" di cui si nutrono le "teste di rapa", seguita "dal suo grande esercito di mercenari". Dopo aver appurato la perfetta coincidenza tra lo Stato etico hegeliano e la celebrazione dello stato prussiano, Schopenhauer si chiede quanto questa filosofia "applicata", definita anche "filosofia canocchia imposta dall'alto", possa avere relazioni con la filosofia "pura" che cerca la verità.
A un professore di filosofia non viene assolutamente in mente di esaminare se un sistema nuovo che è venuto fuori sia o non sia vero, ma considera subito solo se esso possa accordarsi con le dottrine della religione di stato, con le intenzioni del governo o con le idee dominanti del momento.
 

Secondo Schopenhauer il motto dei "mercanti di cattedre prezzolati" è: primun vivere, deinde philosophari. Essi hanno monopolizzato e "ammaestrato" l'attenzione del pubblico con le loro dottrine e per questo ottengono lauti compensi. E poiché il pubblico non possiede gli strumenti speculativi per analizzarle, approfondirle e criticarle, crede ciecamente e passivamente ai "maestri del ramo". Filosofi come Hegel, per nascondere l'inconsistenza dei loro pensieri e per impressionare l'interlocutore, utilizzano lunghe catene di ragionamenti o neologismi pseudodotti. 
Mi riferisco allo scaltro stratagemma di scrivere in maniera oscura, cioè incomprensibile, dove la finezza vera e propria sta nel disporre i propri vaniloqui in modo che il lettore debba credere che, se non li capisce, la colpa è sua, mentre colui che scrive sa benissimo che ciò dipende da lui stesso, non avendo per l'appunto da comunicare nulla di veramente comprensibile, cioè di chiaramente pensato.
Ciò che è più temuto dalle "teste mediocri", "ottuse contro lo spirito e l'intelligenza" è la visibilità dei veri pensatori, il talento e il merito che potrebbero oscurarli. Secondo Schopenhauer filosofie come quella hegeliana hanno contribuito a deformare le menti di generazioni di giovani, a privarli dell'apporto critico della ragione perché adulatori del sistema hegeliano che scambiano per l'unica grande filosofia
la desolata e vuota verbosità ha disciolto e affogato la loro forza intellettuale

### Verità e filosofia
Alla verità è indispensabile l'atmosfera della libertà.
Il vero filosofo non può contemporaneamente servire due padroni: lo Stato e la verità. Schopenhauer infatti definisce la libertà come "nuda" in quanto non possiede nulla da distribuire se non se stessa e per sostenere l'alto valore della ricerca filosofica indipendente cita il Protagora di Platone in cui quest'ultimo critica i sofisti per aver guadagnato con gli insegnamenti filosofici. La ricerca filosofia non può essere un mestiere e non può imporsi per interesse e per guadagno e produrre opere mediocri avvelenando "lo spirito dell'epoca". Viceversa i veri filosofi come Aristotele, Epicuro,  Bruno, Spinoza, Hume e Kant hanno avuto riconoscimenti tardivi per l'innovazione e il coraggio del loro apporto speculativo. I veri filosofi hanno come obiettivo la comprensione fine a se stessa, tramite continue riflessioni. Non utilizzano stratagemmi nell'elaborazione delle loro produzioni filosofiche per renderle oscure e incomprensibili, i veri filosofi, invece, inducono "il loro lettore a pensare proprio ciò che essi stessi hanno pensato".